# Bác sĩ Watson
John H. Watson, M.D. (sinh ngày 7 tháng 7 năm 1852), còn gọi là Bác sĩ Watson là một trong hai nhân vật chính trong bộ truyện nổi tiếng "Sherlock Holmes" của Sir Arthur Conan Doyle.

## Lịch sử
Ông là một tiến sĩ y khoa tài năng, đã từng là một người lính, là một người cộng sự đắc lực cho Sherlock Holmes (thám tử) trong công việc điều tra. Lúc đầu John H. Watson được biết đến với hình ảnh của một người đàn ông khập khiễng với cây gậy gỗ (vì chân bị thương sau trận chiến), nhưng sau đó Sherlock Holmes nói rằng sự chấn thương kia chỉ là tưởng tượng của Watson, thực ra Bác sĩ không hề bị tật chân. Họ đã phá thành công hàng trăm vụ án mà cảnh sát phải bó tay. Holmes có tài năng quan sát rồi suy luận rất hay nên Watson luôn cố gắng học hỏi nhưng ít khi được Holmes tiếp nhận. Nhưng không phải Watson hoàn toàn sai. Ví dụ như trong truyện "Con chó săn của dòng họ Baskervilles" (The hound of the Baskervilles): Từ cây gậy của một vị khách bỏ quên, Watson suy luận:
- Ông ta là một bác sĩ khá được trọng vọng bởi vì những người quen biết ông ta đã tặng ông ta kỷ vật quý này như để thể hiện lòng biết ơn.
- Ông ta là một bác sĩ vùng nông thôn vì cây gậy đẹp này bị mài mòn rất nhiều do những chuyến đi bộ đường dài.

Và một vài trường hợp khác nữa.
Sau này, Watson lấy vợ và dọn ra ở riêng. Holmes gọi đó là "hành động ích kỉ duy nhất của Watson". Watson cũng rất can đảm và sẵn sàng giúp đỡ người khác. Hầu hết toàn bộ câu chuyện là ghi chép của Watson. Watson là người rất thích học hỏi Holmes từ cách suy luận đến cách quan sát của anh ấy.